# Chlumetia euthysticha
Chlumetia euthysticha là một loài bướm đêm trong họ Noctuidae.